# Bitwa pod Tegyrą
Bitwa pod Tegyrą – starcie zbrojne, które miało miejsce w roku 375 p.n.e. w trakcie wojny beockiej.
Siły tebańskie, składające się z pewnej liczby kawalerzystów i liczącego 300 żołnierzy Świętego Zastępu, elitarnego oddziału hoplitów, wracające z wyprawy wojennej, napotkały Spartan w sile dwóch morai (czyli między 1000 a 1900 żołnierzy). Pozycja Tebańczyków ograniczona była przez góry z jednej, a mokradło z drugiej strony.
Dowodzący Tebańczykami Pelopidas nakazał kawalerii szarżę na falangę spartańską, i podążył za nią z hoplitami w zwartym szyku, kierując uderzenie na centrum, gdzie znajdowali się nieprzyjacielscy dowódcy. Spartanie, zorientowawszy się, że mają do czynienia z trudnym przeciwnikiem, prawdopodobnie rozluźnili szyk, by pozwolić Tebańczykom na przejście przez linię falangi i ucieczkę (taka taktyka mogła też służyć do zaatakowania przeciwnika od tyłu, gdy nie mógł użyć tarczy do osłony). Pelopidas kontynuował jednak natarcie i przerwawszy szyk Spartan zaatakował i zabił obydwu ich dowódców. Morale pozbawionej komendy armii spartańskiej załamało się i poniosła ona bardzo znaczne straty.
Zwycięstwo pod Tegyrą ukazało zalety elitarnych oddziałów hoplitów, gdy były użyte jako zwarta siła, oraz znaczenie skoncentrowanego ataku, w szczególności na nieprzyjacielskie dowództwo. Tebańczycy wykorzystali tę taktykę odnosząc w 371 decydujące zwycięstwo pod Leuktrami (Plutarch określa Tegyrę jako preludium do Leuktrów). W późniejszych latach stosować ją będzie także Aleksander Macedoński, m.in. pod Issos czy Gaugamelą.